# Bärbel Löhnert
Bärbel Löhnert (Geburtsname: Bärbel Geißler; * 23. September 1942 in Ruhla) ist eine ehemalige deutsche Leichtathletin. Ihr Heimatverein war der SC Frankfurt in der Deutschen Demokratischen Republik (DDR).
Sie wurde bei den DDR-Meisterschaften 1961, 1962, 1963 hinter Hildrun Claus und 1964 hinter Karin Balzer jeweils Vizemeisterin sowie 1967 und 1968 DDR-Meisterin im Weitsprung. Darüber hinaus gewann sie bei den DDR-Meisterschaften 1962 mit dem SC Frankfurt den Mannschaftswettbewerb sowie 1967 und 1968 den Einzelwettbewerb im Mehrkampf der Frauen. Bei den DDR-Meisterschaften in der Halle erreichte sie 1964, 1967 und 1968 den ersten sowie 1965 den zweiten Platz im Weitsprung.
Im internationalen Bereich belegte sie im Weitsprung den achten Platz bei den Leichtathletik-Europameisterschaften 1962 und den zweiten Platz bei den Europäischen Hallenspielen 1968, aus denen später die Leichtathletik-Halleneuropameisterschaften hervorgingen. Im gleichen Jahr erreichte sie in dieser Disziplin den 14. Rang bei den Olympischen Sommerspielen in Mexiko-Stadt. In den Jahren 1963 sowie 1967 und 1968 zählte sie mit ihren Jahresbestleistungen zu den zehn besten Weitspringerinnen der Welt. Ihre persönliche Bestweite erreichte sie 1968 mit 6,53 Metern.
Nach dem Ende ihrer aktiven Laufbahn war Bärbel Löhnert als Sportlehrerin tätig. Sie ist Mutter von zwei Söhnen, ihr jüngerer Sohn ist der Fußballspieler Timo Löhnert.